# Marshallplanzug

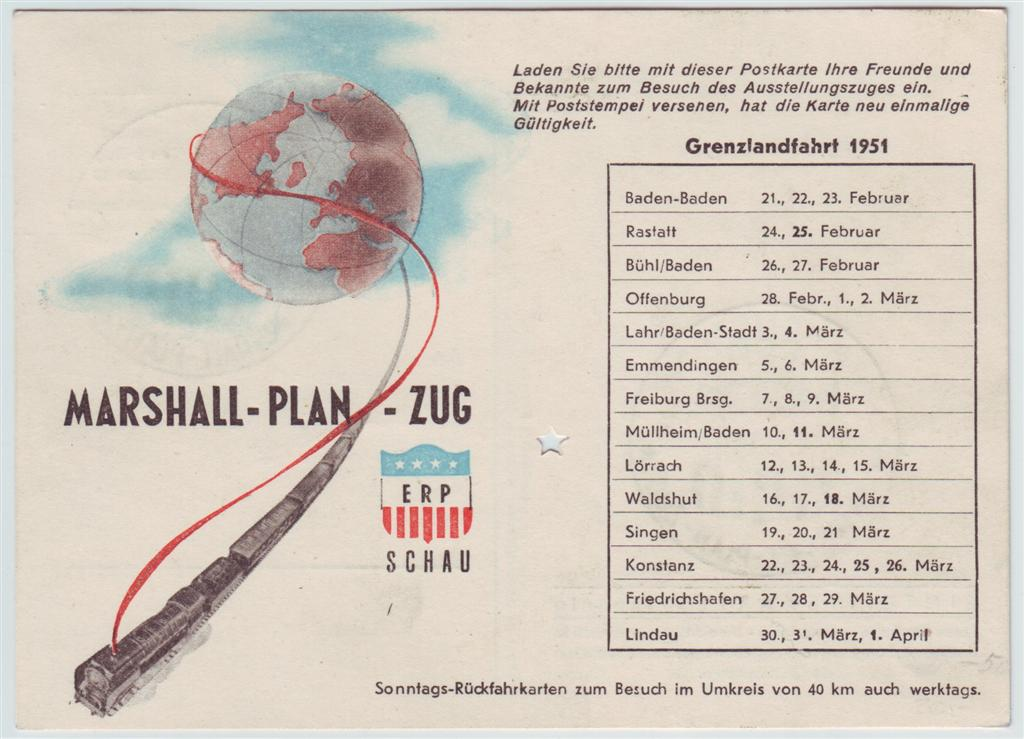
Fahrplan des Marshallplanzugs während der Grenzlandfahrt

Beim Marshallplanzug  handelt es sich um einen, aus 15 Schnellzug-Wagen gebildeten, Ausstellungszug in Westdeutschland zur Propagierung der Zusammenarbeit der Völker und Länder in Europa. Seine Hauptaufgabe bestand darin, den Marshallplan zu erläutern. Hierzu fuhr dieser Zug in den Jahren 1950 und 1951 in drei Fahrten durch Teile Westdeutschlands und machte in 100 Städten Station.

## Erster Streckenverlauf
Seine erste Fahrt führte den Marshallplanzug vom 26. Mai 1950 bis 16. Juli 1950 in 30 Städte des heutigen Baden-Württemberg: Stuttgart, Böblingen, Ludwigsburg, Pforzheim, Karlsruhe, Bruchsal, Heidelberg, Mannheim, Weinheim, Mosbach, Heilbronn, Tauberbischofsheim, Bad Mergentheim, Crailsheim, Schwäbisch Hall, Künzelsau, Backnang, Waiblingen, Schwäbisch Gmünd, Aalen, Heidenheim, Ulm, Geislingen, Göppingen, Nürtingen, Kirchheim unter Teck, Esslingen, Eppingen, Bretten, Schorndorf.

## Der große Marshallplan-Zug
Die große Fahrt erfolgte vom 11. September 1950 bis 21. Dezember 1950 mit Halt in 49 Städten vorwiegend im heutigen Nordrhein-Westfalen. Ausgangspunkt der Fahrt war wieder Stuttgart. Über Frankfurt gelangte er zur Eröffnungsfeier nach Bonn und danach nach Euskirchen, Düren, Eschweiler, Aachen, Stolberg, Rheydt, Mönchen-Gladbach, Viersen, Krefeld, Kempen, Moers, Homberg, Wesel, Dinslaken, Oberhausen, Duisburg, Mülheim, Düsseldorf, Neuss, Wuppertal-Elberfeld, Remscheid, Solingen, Leverkusen, Köln-Deutz, Bergisch Gladbach, Siegburg, Gummersbach, Lüdenscheid, Hagen, Witten, Iserlohn, Unna, Hamm, Lünen, Dortmund, Castrop-Rauxel, Herne, Wanne-Eickel, Bochum, Hattingen (Ruhr), Gelsenkirchen, Essen, Bottrop, Gladbeck, Dorsten und Recklinghausen.

## Die Grenzlandfahrt
Die Grenzlandfahrt vom 21. Februar 1951 bis 18. April 1951 startete in Baden-Baden. Über Rastatt, Bühl, Offenburg, Lahr, Emmendingen, Freiburg, Müllheim, Lörrach, Waldshut, Singen, Konstanz, Friedrichshafen und Lindau sollte es zunächst wieder in den Heimatbahnhof Bad Cannstatt gehen. Der große Erfolg veranlasste die Ausstellungsleitung, auf der Rückfahrt zum Heimatbahnhof noch in weiteren sechs Städten Stationen zu machen, nämlich in Ravensburg, Bad Saulgau, Sigmaringen, Balingen, Tübingen und Reutlingen.